# Брагіна Людмила Іванівна
Людмила Іванівна Брагіна (рос. Людмила Ивановна Брагина; нар. 24 липня 1943) — радянська легкоатлетка, яка спеціалізувалася в бігу на середні та довгі дистанції.

## Із життєпису
Почала займатись легкою атлетикою 1960 року зі стрибків у висоту. 1964 року змінила спеціалізацію на біг.
На внутрішніх змаганнях представляла РРФСР та спортивне товариство «Динамо» (Краснодар).
Тренувалась під керівництвом заслуженого тренера СРСР Віктора Казанцева.
Олімпійська чемпіонка-1972 з бігу на 1500 метрів. Встановила три світові рекорди в цій дисципліні, виступаючи в попередньому, півфінальному та фінальному олімпійських забігах.
На наступній Олімпіаді-1976 була п'ятою у бігу на 1500 метрів.
Срібна призерка чемпіонату світу-1977 з кросу в індивідуальному заліку та володарка «золота» у складі збірної СРСР у межах командної першості.
Срібна призерка Кубка світу-1977 у бігу на 3000 метрів.
Багаторазова призерка чемпіонатів Європи та СРСР (просто неба та в приміщенні).
Переможниця легкоатлетичних матчевих зустрічей між СРСР та США.
Ексрекордсменка світу, Європи та СРСР з бігу на 1500 та 3000 метрів.
Заслужений майстер спорту СРСР (1972).
По завершенні спортивної кар'єри працювала тренером.

## Основні міжнародні виступи
| Рік  | Змагання                      | Місто       | Місце | Дисципліна  | Примітки         |
| ---- | ----------------------------- | ----------- | ----- | ----------- | ---------------- |
| 1969 | Чемпіонат Європи              | Афіни       | 4     | 1500 м      |                  |
| 1970 | Чемпіонат Європи в приміщенні | Відень      | 2     | 800 м       |                  |
| 1970 | Кубок Європи                  | Будапешт    | 3     | 1500 м      |                  |
| 1971 | Чемпіонат Європи в приміщенні | Софія       | 2     | 1500 м      |                  |
| 1971 | Чемпіонат Європи              | Гельсінкі   | 6     | 1500 м      |                  |
| 1972 | Чемпіонат Європи в приміщенні | Гренобль    | 2     | 1500 м      |                  |
| 1972 | Олімпійські ігри              | Мюнхен      | 1     | 1500 м      | Відео на YouTube |
| 1973 | Кубок Європи                  | Единбург    | 3     | 1500 м      |                  |
| 1974 | Чемпіонат Європи в приміщенні | Гетеборг    | 6     | 1500 м      |                  |
| 1974 | Чемпіонат Європи              | Рим         | 3заб6 | 1500 м      |                  |
| 1974 | 2                             | 1500 м      |       |             |                  |
| 1976 | Чемпіонат Європи в приміщенні | Мюнхен      | 7     | 1500 м      |                  |
| 1976 | Олімпійські ігри              | Монреаль    | 5     | 1500 м      |                  |
| 1977 | Чемпіонат світу з кросу       | Дюссельдорф | 2     | крос 5,1 км |                  |
| 1977 | Кубок Європи                  | Гельсінкі   | 1     | 3000 м      |                  |
| 1977 | Кубок світу                   | Дюссельдорф | 2     | 3000 м      |                  |